# Amna Suleimanová
Amna Suleimanová, nepřechýleně Amna Suleiman, arabsky : آمنه سلیمان (* 1981 nebo 1982 Damašek) je palestinská učitelka a obhájkyně ženské cyklistiky v Gaze. Od roku 2016 vede v Gaze jediný ženský cyklistický klub. V roce 2016 byla zařazena do seznamu žen 21. století, o nichž je multiformátový seriál BBC 100 Women.

## Osobní život
Amna Suleimanová se narodila v Damašku v Sýrii a v 90. letech 20. století se přestěhovala do Gazy. Od roku 2016 žila v uprchlickém táboře Džabálijá (anglicky Jabalia), palestinském uprchlickém táboře, který se nachází 3 kilometry severně od Džabálije v severní Gaze, kde dobrovolně pracuje v místním sirotčinci, vyučuje Korán a jezdí na kole s místní skupinou žen.

## Role v ženské cyklistice
V oblasti, kde Amna Suleimanová jezdí na kole, je zvykem, že ženy po pubertě na kole nejezdí. Amna Suleimanová začala jezdit na kole v roce 2015 ze zdravotních důvodů a aby si připomněla lepší časy v dětství. Brzy poté založila to, co je považováno za první ženský cyklistický klub jezdící pod správou strany Hamás v Gaze.
Účast žen ve sportu je v pásmu Gazy od nástupu strany Hamás k moci omezena. Podle Ahmada Muheisina, úředníka úřadu pro mládež a sport v Gaze, je cyklistika žen považována za „porušení“ hodnot Gazy.
Amna Suleimanová prosazuje, aby ženy pokračovaly v jízdě na kole i po pubertě.